# Atika
Atika fue una dama de la ciudad de La Meca, hija del Hanif Zayd ibn Amr y hermana de Sad ibn Zayd. 
Fue una de las primeras musulmanas y tomó parte en el hégira. Se casó con Abd Allah ibn Abu Bakr (hijo del califa Abu Bakr) y cuando se quedó viuda se casó con Umar ibn al-Jattab (hacia 633) con el que tuvo un hijo de nombre Iyad ibn Umar. A la muerte de Umar se casó con al-Zubayr ibn al-Awwam, fallecido en la revuelta contra Ali ibn Abi Talib (656). Sus tres matrimonios terminados todos en tragedia, dieron origen a un romance.